# Nortorf
Nortorf (dolnoniem. Noorddörp) – miasto leżące na północy Niemiec, w kraju związkowym Szlezwik-Holsztyn, w powiecie Rendsburg-Eckernförde, na północ od Neumünster, siedziba urzędu Nortorfer Land. Powierzchnia miasta wynosi 12,77 km² a liczba ludności w grudniu 2008 r. wynosiła ok. 6,3 tys. mieszkańców.